# 流感嗜血桿菌疫苗
流感嗜血桿菌疫苗（Haemophilus influenzae type B vaccine）是一種用作預防流感嗜血桿菌（HIB）感染的疫苗 。在有將這疫苗納入接種計劃的國家，嚴重的流感嗜血桿菌感染率減少到10%以下。所以腦膜炎、肺炎、會厭炎之比率亦減少了。
世界衛生組織和美國疾病與防治中心推薦使用疫苗，並認為在嬰兒六個月齡之前應給予2到3劑，美國建議嬰兒在12~15月齡前應給予4劑。第一劑疫苗應在嬰兒六週大左右時，並且在各劑疫苗之間應至少間隔4週。若六個月前只注射兩劑，建議長大後可以再追加接種一劑。流感嗜血桿菌疫苗會以肌肉注射的方式接種。
大約20~25%的人接受疫苗後，會在注射處感到疼痛，並且約有2%會有發燒的症狀；但嚴重的副作用並不常見。目前還沒有發現疫苗和嚴重過敏反應有明確的關係。流感嗜血桿菌疫苗有獨立的疫苗，也有和百白破疫苗合併或和B型肝炎疫苗等疫苗合併的疫苗。現今所有的流感嗜血桿菌疫苗都是結合型疫苗。
最初的流感嗜血桿菌疫苗發明於1977年，90年代則有更有效的製劑方式取代原有疫苗製備方法。截至2013年，已有184個國家將其納入常規疫苗注射清單中。此疫苗也已列入世界衛生組織基本藥物標準清單，清單內列有基礎健康醫療照護體系中該具備的建議藥品。至2014年為止，包含流感嗜血桿菌疫苗的五合一疫苗在開發中國家中的批發成本價格每劑約15.40美元。疫苗在美國的價格每劑約25~50美元。